# Première guerre sino-japonaise
Pour les articles homonymes, voir guerres sino-japonaises.
Batailles
Première guerre sino-japonaise
- Palais de Gyeongbok
- Pungdo
- Seonghwan
- Pyongyang
- Yalou
- Jiuliancheng
- Lüshunkou
- Port-Arthur
- Weihaiwei
- Yingkou
- Pescadores

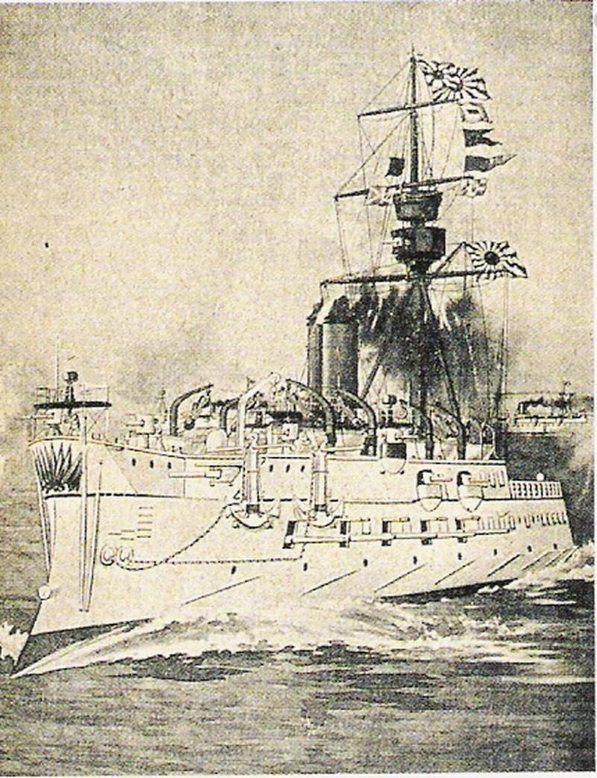
Le navire japonais Matsushima (1885).

La première guerre sino-japonaise ou sino-nippone (1er août 1894 – 17 avril 1895) oppose la Chine à l’empire du Japon, à l’origine pour le contrôle de la Corée. Après plus de six mois de succès continus des forces navales et terrestres japonaises, ajoutés à la perte du port de Weihai, la dynastie Qing demande la paix aux Japonais en février 1895.

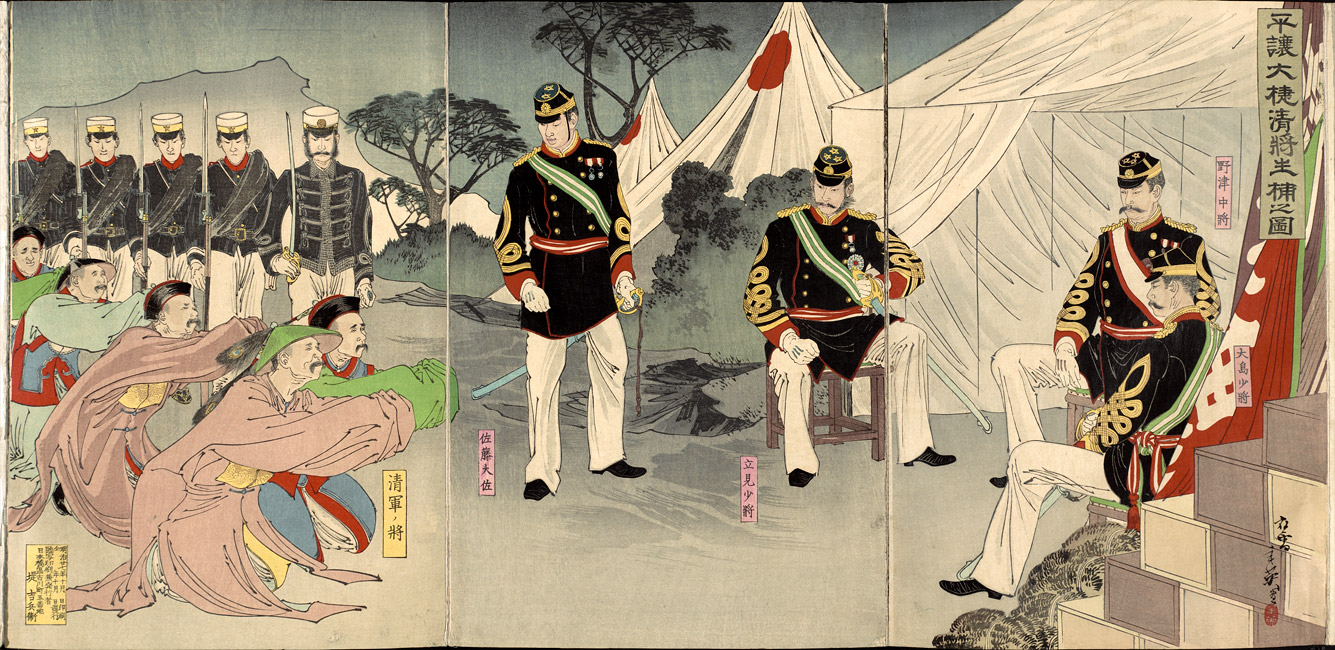
Le Japon a gagné la Guerre sino-japonaise.

La guerre trahit l’échec du mouvement d'auto-renforcement visant à moderniser l’armée impériale chinoise et à repousser les menaces pesant sur sa souveraineté, surtout comparé au succès du Japon après la restauration de Meiji. Pour la première fois, la domination régionale de l’Asie orientale passe de la Chine au Japon. Le prestige de la dynastie Qing, tout comme la tradition classique en Chine, subit un revers considérable. La perte humiliante de la Corée comme État vassal suscite une importante vague de protestation. En Chine, la défaite précipite une série de changements politiques (réforme des Cent Jours de juin à septembre 1898) de Kang Youwei, qui est finalement arrêté par l'impératrice douairière Cixi, et révolutions, avec notamment le soulèvement de Wuchang (1911), par Sun Yat-sen.
Le conflit est appelé en Chine guerre de Jiawu (chinois traditionnel : 甲午戰爭 ; chinois simplifié : 甲午战争 ; pinyin : Jiǎwǔ Zhànzhēng), en référence à l’année 1894 nommée d’après le calendrier traditionnel. Au Japon, elle est appelée guerre Japon-Qing (日清戦争, Nisshin sensō). En Corée, où une grande partie du conflit a eu lieu, elle est appelée guerre Qing-Japon (coréen : 청일전쟁, hanja : 淸日戰爭).

## Contexte

### Situation du Japon en 1894
Bien que beaucoup plus petit que la Chine, le Japon connaît, durant les années qui ont précédé la guerre, un fort développement économique.
Une ère nouvelle, instaurée dès 1868, transforme le Japon, jusque-là régi par un régime féodal, en l'ouvrant aux étrangers et en introduisant de grands changements. Le pays s'organise comme un État moderne, au pouvoir central fort, doté d’un régime parlementaire, d’une presse importante et de structures favorisant le développement de la grande industrie et du commerce extérieur. La modernisation s’étend à l’armée, constituée selon le modèle européen, et la marine, en faisant appel à Louis-Émile Bertin, un ingénieur naval français de renommée internationale, se dote d’une flotte puissante, qui montrera son incontestable supériorité face à la Chine.

### Situation de la Chine en 1894
La Chine n’a encore entamé ni sa révolution industrielle ni ses réformes politiques. L’économie du pays est surtout agricole, et malgré ses grandes richesses (les céréales, le riz, le mûrier, le thé et le coton), les rendements sont médiocres, la sylviculture est très peu exploitée et les méthodes sont peu perfectionnées. La Chine est encore peu ouverte à l’étranger malgré la présence de quelques concessions occidentales en zone côtière.
La Chine s’oppose également à l’établissement de chemins de fer (une ligne a été construite en 1873, de Shanghai à Woosung (en), mais est rapidement abandonnée à la suite de l’opposition de la population chinoise).
De plus, la Chine exerce un protectorat de fait sur la Corée.

### Situation de la Corée en 1894
Au XVIIe siècle, la période Joseon est marquée par les invasions mandchoues. Ayant chassé l’occupant, les rois coréens empêchèrent alors tout contact avec les pays étrangers, autre que la Chine mandchoue à laquelle la Corée verse alors un tribut. Le terme « royaume-ermite » désigne cette période.
Cette situation entraîne un certain déclin de la dynastie, qui durant le XIXe siècle ne peut résister aux visées des puissances étrangères et provoque des tensions sociales importantes.
L’intervention des puissances étrangères commence avec l’expédition française en Corée en 1866 et continue avec l’expédition américaine en Corée de 1871. La guerre de 1894-1895 n’est donc pas une surprise, mais l’acte final d’un lent déclin.

## Guerre de 1894-1895

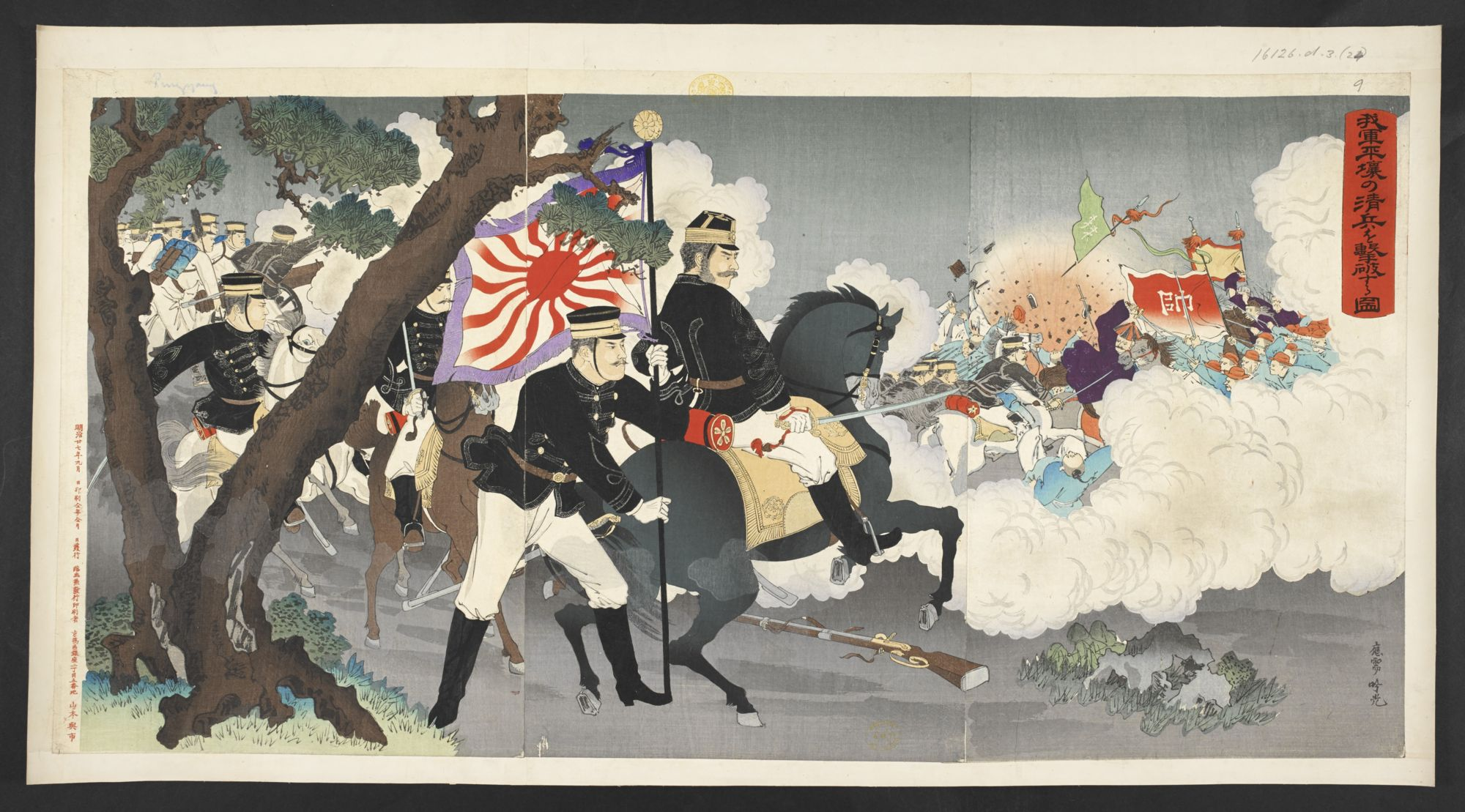
L'armée japonaise lance une attaque sur les troupes chinoises à Pyongyang, 1894. Triptyque d'Adachi Ginkō.

À partir de 1870, les tensions à propos de la Corée, située entre la Chine et le Japon, s'accroissent. Les Japonais reprochent aux Chinois de diriger et d’influencer la péninsule de manière trop insistante. Plusieurs conflits (1882, 1884) s'achèvent par la Convention de Tientsin en 1885 prônant la non-ingérence des deux pays dans la péninsule de Corée.
En 1894, à la suite de l’appel du roi coréen à la Chine pour mater une révolte de paysans, les Japonais utilisent ce prétexte pour intervenir également. Le traité de Tien-Tsin rend obligatoire une consultation diplomatique réciproque en cas d'ingérence de l'un ou de l'autre pays dans la péninsule. Bien qu’avisé de l’intervention chinoise, le Japon dépêche 18 000 hommes sous prétexte de vouloir aider la Corée. La guerre, longue de deux années, commence officiellement le 1er août de la même année. Des combats violents entre les deux pays, particulièrement des combats maritimes, se déroulent principalement en mer. Ainsi, le 17 septembre 1894, la flotte chinoise fut détruite à l’embouchure du fleuve Yalu.
Après mars 1895 et plusieurs défaites militaires, la Chine impériale de la dynastie Qing doit signer le traité de Shimonoseki. Le Japon se retire de la Corée contre le versement d’indemnités mais colonise l’île de Taïwan, placée sous sa domination jusqu’en 1945. La Chine, très affaiblie, en est réduite à accorder des concessions au Japon, mais aussi aux pays occidentaux.

### Chronologie des principaux événements
À partir de 1870 : les relations entre la Chine et le Japon se tendent. La pomme de discorde est la Corée, que les Japonais veulent soustraire à l’influence et au contrôle de la Chine.
1874 : le premier conflit a lieu à Formose (l'actuel Taïwan) : les Japonais attaquent l'île avant de se retirer.

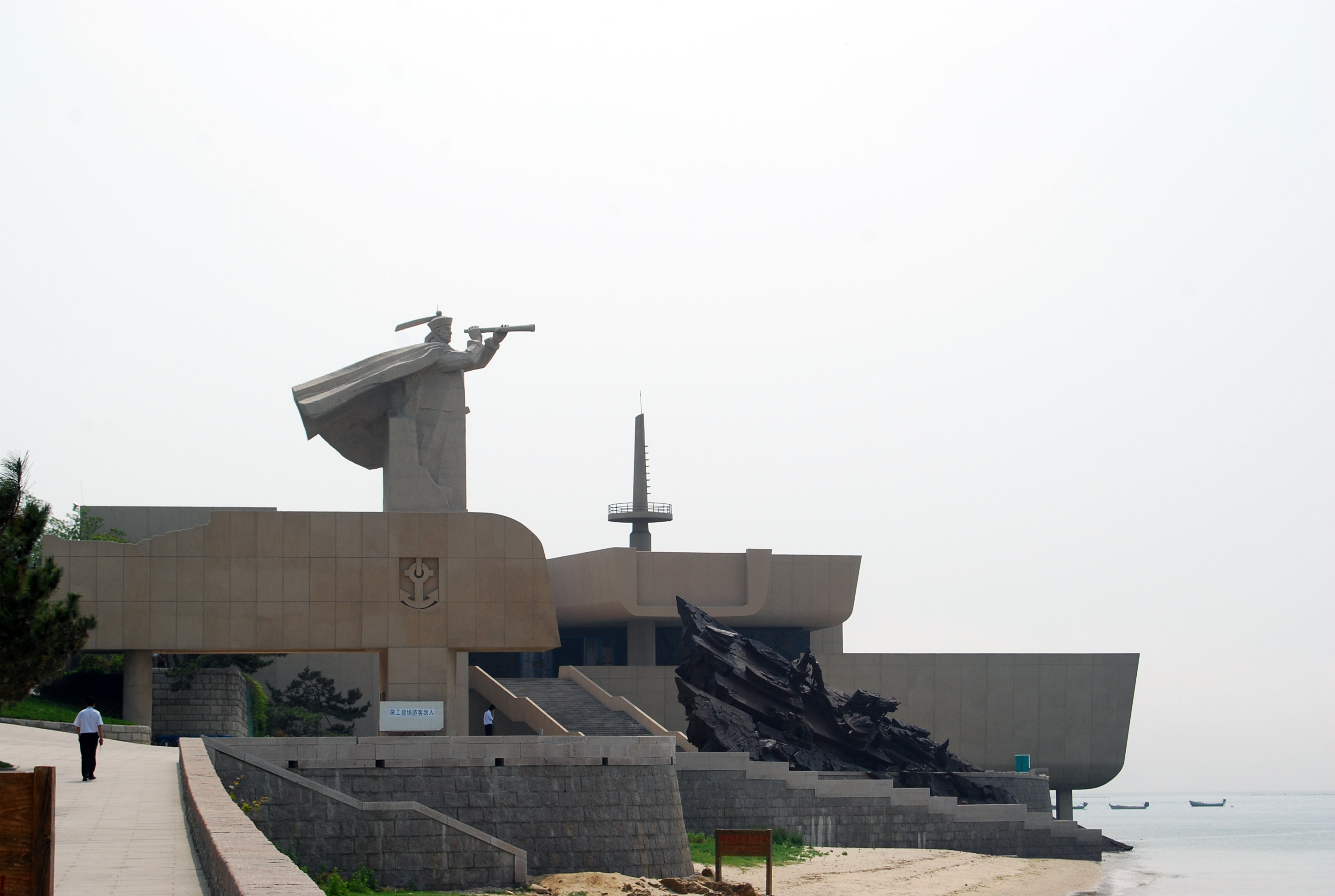
Le musée de la Guerre sino-japonaise sur l'île Liugong à Weihai.

18 avril 1885 : signature de la convention de Tientsin (chinois : 中日天津会议专条, aussi appelée convention de Li-Ito[Quoi ?]) par les deux pays. Cette convention oblige la Chine et le Japon à demander l’accord de l’autre avant d’envoyer des troupes en Corée.
1er juin 1894 : une armée de rebelles, les Donghaks, se dirige vers Séoul. Le gouvernement coréen demande l’aide du gouvernement chinois pour mater la rébellion.
6 juin 1894 : conformément aux obligations de la convention de Tientsin, le gouvernement chinois informe le gouvernement japonais de son opération militaire.
8 juin 1894 : environ 4 000 soldats japonais et 500 soldats de marine débarquent à Chemulpo (l'actuel Incheon) en dépit des protestations coréennes et chinoises.
13 juin 1894 : le gouvernement japonais télégraphie au commandant des forces japonaises en Corée, Otori Keisuke, l’ordre de rester en Corée.
16 juin 1894 : le ministre des Affaires étrangères du Japon, Mutsu Munemitsu, rencontre Wang Fengzao (汪鳳藻), l’ambassadeur chinois au Japon, pour discuter du futur statut de la Corée. Wang déclare que le gouvernement chinois prévoit de se retirer de la Corée et s’attend à ce que le Japon en fasse autant. Cependant, la Chine nomme également un gouverneur pour s’occuper des intérêts chinois en Corée et réaffirmer le statut traditionnel de la Corée en Chine.
7 juillet 1894 : la médiation organisée par l’ambassadeur britannique en Chine, entre la Chine et le Japon, échoue.
19 juillet 1894 : création d’une flotte japonaise, se composant de presque tous les navires de la Marine impériale japonaise, en vue d’une guerre prochaine.
23 juillet 1894 : les troupes japonaises entrent dans Séoul, déposent l’empereur coréen et établissent un nouveau gouvernement pro-japonais, qui annule tous les traités sino-coréens et accorde à l’armée japonaise le droit d’expulser les Chinois de Corée.
28 juillet 1894 : les forces chinoises et japonaises s’affrontent à Asan. Les Chinois s’enfuient vers Pyongyang.
29 juillet 1894 : la flotte nippone gagne contre la marine impériale chinoise lors de leur affrontement dans la baie d’Asan.
1er août 1894 : déclaration de guerre entre la Chine et le Japon.
15 septembre 1894 : l’armée impériale japonaise se dirige vers Pyongyang et investit la ville le lendemain.
17 septembre 1894 : une bataille entre les flottes nippone et chinoise se déroule sur le fleuve Yalou.Tous les navires chinois sont détruits, sauf les deux cuirassés construits en Allemagne. La victoire des Japonais permet à leur pays de gagner Port-Arthur (l'actuel Lüshunkou) et la péninsule du Liaodong.
octobre 1894 : l’armée terrestre japonaise franchit le fleuve Yalou et entre en Mandchourie.
21 novembre 1894 : les Japonais prennent la ville de Lüshunkou, où ils perpètrent un massacre.
Janvier 1895 : les Chinois réclament l’ouverture de négociations de paix et les premiers pourparlers commencent à Hiroshima.
12 février 1895 : après la bataille de Weihaiwei (aujourd'hui Weihai, dans la province et péninsule du Shandong), les troupes japonaises avancent vers le nord de la Chine et le sud de la Mandchourie.
5 mars 1895 : la bataille de Yingkou est gagnée par les troupes japonaises.
26 mars 1895 : les troupes japonaises envahissent les îles Pescadores, ou Penghu, et l’île de Taïwan.
17 avril 1895 : fin de la guerre. Le traité de Shimonoseki est signé. La Chine reconnaît l’indépendance de la Corée, et cède à perpétuité au Japon la péninsule de Liaodong, l’île de Taïwan et les îles Pescadores. La Chine se voit aussi obligée de payer d’importants dommages de guerre au Japon.

### Traité de Shimonoseki (17 avril 1895)
Par ce traité, appelé aussi traité de Maguan (馬關/马关), la Chine, vaincue, s’engage à céder au Japon l’île de Formose (Taïwan), l’archipel des Pescadores (Penghu) et la presqu’île du Liaodong avec Port-Arthur (Lüshunkou), en Mandchourie, et à payer une considérable indemnité de guerre.
La Chine abandonne également sa suzeraineté sur la Corée avec laquelle le Japon avait déjà signé un traité d’alliance militaire (1894) avant qu’elle ne devienne un protectorat (1905), puis une province japonaise en 1910.
L’ensemble de ces territoires reste sous domination nippone jusqu’à sa défaite en 1945, à l'issue de la Seconde Guerre mondiale.

## Conséquences et impact international
C’est à la suite du choc de sa défaite dans la guerre contre le Japon de 1894-1895 que la Chine a commencé à se développer. De nombreuses voies ferrées ont été construites (plus de 5 000 km) et les échanges avec l’extérieur ont été encouragés.
Malgré la victoire du Japon, celui-ci n’obtient pas tous les territoires qu’il convoitait et son impérialisme se voit contenu par les pays occidentaux, particulièrement la Russie, qui obtient une partie de la Mandchourie du nord et installera une base navale à Port-Arthur en 1898. La Russie confirme ainsi sa volonté d’occuper des territoires à l’est de la Sibérie et donnant accès à la mer du Japon. Les deux impérialismes, russe et japonais, s’affronteront à nouveau par une guerre en 1904. Aujourd’hui encore la Russie, à l’issue de la défaite japonaise de 1945 occupe des territoires revendiqués par le Japon, dans l'archipel des Iles Kouriles, au nord de la grande ile d'Hokkaido.
Le Japon montre ainsi avec cette première guerre (1894–1895) sa puissance économique, sa capacité à s’approprier les découvertes techniques modernes et sa volonté de conquérir des territoires sur le continent chinois. L’impérialisme japonais se manifestera ainsi pendant cinquante années suivantes. jusqu’à la capitulation en 1945 face aux troupes américaines. Ce passé impérialiste japonais a toujours des conséquences dans les relations entre la Corée du Sud et le Japon et les relations entre la Chine et le Japon.
L’île de Taïwan est restée sous l’occupation japonaise jusqu’en 1945, et ce contrôle politique et économique est une conséquence directe du traité de Shimonoseki.

### Filmographie
Pour une liste plus étoffée voir Liste de films relatifs à la première guerre sino-japonaise (en).
- Saka no Ue no Kumo (en), (坂の上の雲), « Nuage (ou Nuages) au-dessus de la colline » (2009-2011) série télévisée historique japonaise produite par la NHK et tirée du roman éponyme.